# Copa Umbro
A Copa Umbro foi um torneio amistoso organizado pela The Football Association e patrocinado pela fabricante de materiais esportivos Umbro realizado entre os dias 3 e 11 de junho de 1995. O campeão foi o Brasil. A partida entre Inglaterra e Suécia, válida pela segunda rodada, foi a primeira que os ingleses disputaram fora de Wembley desde a Copa do Mundo de 1966.

## Países participantes
- Brasil (campeão)
- Inglaterra (país-sede)
- Japão
- Suécia

## Sedes
| Londres | Liverpool     | Birmingham | Leeds       | Nottingham  |
| ------- | ------------- | ---------- | ----------- | ----------- |
| Wembley | Goodison Park | Villa Park | Elland Road | City Ground |
|         |               |            |             |             |

## Resultados

### 1a Rodada
| 3 de Junho de 1995 | Inglaterra                      | 2 – 1 | Japão     | Wembley, Londres                            |
|                    | Anderton 48' · Platt 88' (g.p.) |       | Ihara 62' | Público: 21,142 Árbitro: NED Jaap Uilenberg |

| Inglaterra     |    |                                      |                               |     |
|                |    |                                      |                               |     |
| GK             | 1  | Tim Flowers (Blackburn Rovers)       |                               |     |
| DF             | 21 | Gary Neville (Manchester United)     |                               |     |
| DF             | 5  | John Scales (Liverpool)              |                               |     |
| DF             | 15 | David Unsworth (Everton)             |                               |     |
| DF             | 14 | Stuart Pearce (Nottingham Forest)    |                               |     |
| MF             | 11 | Darren Anderton (Tottenham Hotspur)  |                               |     |
| MF             | 7  | David Platt (Sampdoria) (c)          |                               |     |
| MF             | 4  | David Batty (Blackburn Rovers)       |                               | 68' |
| MF             | 8  | Peter Beardsley (Newcastle United)   | Penalizado com cartão amarelo | 68' |
| FW             | 9  | Alan Shearer (Blackburn Rovers)      |                               |     |
| FW             | 6  | Stan Collymore (Nottingham Forest)   |                               | 76' |
| Substituições: |    |                                      |                               |     |
| GK             | 13 | Ian Walker (Tottenham Hotspur)       |                               |     |
| MF             | 17 | Steve McManaman (Liverpool)          |                               | 68' |
| MF             | 19 | Paul Gascoigne (Lazio)               |                               | 68' |
| DF             | 21 | Colin Cooper (Nottingham Forest)     |                               |     |
| FW             | 22 | Teddy Sheringham (Tottenham Hotspur) |                               | 76' |
| Técnico:       |    |                                      |                               |     |
| Terry Venables |    |                                      |                               |     |

| Japão          |    |                                            |     |     |
|                |    |                                            |     |     |
| GK             | 13 | Kazuya Maekawa (Sanfrecce Hiroshima)       |     |     |
| DF             | 19 | Kazuaki Tasaka (Bellmare Hiratsuka)        |     |     |
| DF             | 5  | Tetsuji Hashiratani (Verdy Kawasaki) (c)   | 87' |     |
| DF             | 4  | Masami Ihara (Yokohama Marinos)            |     |     |
| MF             | 2  | Akira Narahashi (Bellmare Hiratsuka)       |     |     |
| MF             | 15 | Hiroaki Morishima (Cerezo Osaka)           |     | 81' |
| MF             | 6  | Motohiro Yamaguchi (Yokohama Flügels)      |     |     |
| MF             | 8  | Tsuyoshi Kitazawa (Verdy Kawasaki)         |     |     |
| MF             | 20 | Naoki Soma (Kashima Antlers)               |     | 74' |
| FW             | 11 | Kazuyoshi Miura (Verdy Kawasaki)           |     |     |
| FW             | 14 | Masashi Nakayama (Júbilo Iwata)            |     | 65' |
| Substituições: |    |                                            |     |     |
| GK             | 1  | Nobuyuki Kojima (Bellmare Hiratsuka)       |     |     |
| MF             | 3  | Hiroshige Yanagimoto (Sanfrecce Hiroshima) |     | 74' |
| FW             | 9  | Hisashi Kurosaki (Kashima Antlers)         |     | 65' |
| MF             | 16 | Masahiro Fukuda (Urawa Red Diamonds)       |     | 81' |
| DF             | 17 | Norio Omura (Yokohama Marinos)             |     |     |
| Técnico:       |    |                                            |     |     |
| Shu Kamo       |    |                                            |     |     |

| 4 de Junho de 1995 | Brasil      | 1 – 0 | Suécia | Villa Park, Birmingham                |
|                    | Edmundo 42' |       |        | Público: 20,131 Árbitro: NED Dick Jol |

| Brasil         |    |                                  |                               |     |
|                |    |                                  |                               |     |
| GK             | 1  | Zetti (São Paulo)                |                               |     |
| DF             | 2  | Jorginho (Bayern Munich)         |                               |     |
| DF             | 3  | Aldair (Roma)                    | Penalizado com cartão amarelo |     |
| DF             | 4  | Ronaldão (Shimizu S-Pulse)       |                               |     |
| DF             | 6  | Roberto Carlos (Palmeiras)       |                               |     |
| MF             | 8  | Dunga (VfB Stuttgart) (c)        |                               |     |
| MF             | 5  | César Sampaio (Yokohama Flügels) |                               | 77' |
| MF             | 11 | Zinho (Yokohama Flügels)         |                               |     |
| FW             | 10 | Juninho Paulista (São Paulo)     |                               |     |
| FW             | 7  | Edmundo (Flamengo)               |                               |     |
| FW             | 9  | Ronaldo (PSV Eindhoven)          |                               |     |
| Substituições: |    |                                  |                               |     |
| DF             | 12 | Cafu (Real Zaragoza)             |                               |     |
| GK             | 13 | Gilmar Rinaldi (Cerezo Osaka)    |                               |     |
| DF             | 14 | André Cruz (Napoli)              |                               | 77' |
| MF             | 19 | Leonardo (Kashima Antlers)       |                               |     |
| FW             | 20 | Rivaldo (Palmeiras)              |                               |     |
| Técnico:       |    |                                  |                               |     |
| Zagallo        |    |                                  |                               |     |

| Suécia         |    |                                          |                               |     |
|                |    |                                          |                               |     |
| GK             | 12 | Bengt Andersson (ÖIS)                    |                               |     |
| DF             | 14 | Pontus Kåmark (IFK Göteborg)             |                               |     |
| DF             | 15 | Teddy Lučić (Västra Frölunda)            |                               |     |
| DF             | 4  | Joachim Björklund (IFK Göteborg)         |                               |     |
| DF             | 5  | Roger Ljung (Duisburg)                   |                               |     |
| MF             | 9  | Jonas Thern (Roma) (c)                   |                               | 46' |
| MF             | 16 | Niclas Alexandersson (Halmstads)         |                               |     |
| MF             | 8  | Håkan Mild (Servette)                    |                               |     |
| MF             | 21 | Magnus Erlingmark (IFK Göteborg)         |                               |     |
| FW             | 10 | Martin Dahlin (Borussia Mönchengladbach) | Penalizado com cartão amarelo | 78' |
| FW             | 11 | Kennet Andersson (Caen)                  |                               | 67' |
| Substituições: |    |                                          |                               |     |
| GK             | 1  | Thomas Ravelli (IFK Göteborg)            |                               |     |
| DF             | 2  | Gary Sundgren (AIK)                      |                               |     |
| FW             | 17 | Henrik Larsson (Feyenoord)               |                               | 67' |
| MF             | 19 | Niklas Gudmundsson (Halmstads)           |                               | 46' |
| FW             | 21 | Dick Lidman (AIK)                        |                               | 78' |
| Técnico:       |    |                                          |                               |     |
| Tommy Svensson |    |                                          |                               |     |

### 2a Rodada
| 6 de Junho de 1995 | Brasil                             | 3 – 0 | Japão | Goodison Park, Liverpool                   |
|                    | Roberto Carlos 6' · Zinho 52', 63' |       |       | Público: 29,327 Árbitro: SCO Jim McCluskey |

| Brasil       |    |                              |  |     |
|              |    |                              |  |     |
| GK           | 1  | Zetti (São Paulo)            |  |     |
| DF           | 2  | Jorginho (FC Bayern München) |  |     |
| DF           | 3  | Aldair (Roma)                |  |     |
| DF           | 15 | Márcio Santos (Fiorentina)   |  |     |
| DF           | 6  | Roberto Carlos (Palmeiras)   |  |     |
| MF           | 10 | Juninho Paulista (São Paulo) |  | 61' |
| MF           | 8  | Dunga (VfB Stuttgart) (c)    |  |     |
| MF           | 17 | Doriva (XV de Piracicaba)    |  |     |
| MF           | 11 | Zinho (Yokohama Flügels)     |  | 73' |
| FW           | 7  | Edmundo (Flamengo)           |  |     |
| FW           | 9  | Ronaldo (PSV Eindhoven)      |  |     |
| Substitutes: |    |                              |  |     |
| MF           | 19 | Leonardo (Kashima Antlers)   |  | 61' |
| FW           | 20 | Rivaldo (Palmeiras)          |  | 73' |
| Técnico:     |    |                              |  |     |
| Zagallo      |    |                              |  |     |

| Japão          |    |                                            |  |     |
|                |    |                                            |  |     |
| GK             | 1  | Nobuyuki Kojima (Bellmare Hiratsuka)       |  |     |
| SW             | 4  | Masami Ihara (Yokohama Marinos)            |  |     |
| DF             | 2  | Akira Narahashi (Bellmare Hiratsuka)       |  |     |
| DF             | 19 | Kazuaki Tasaka (Bellmare Hiratsuka)        |  | 80' |
| DF             | 17 | Norio Omura (Yokohama Marinos)             |  |     |
| DF             | 20 | Naoki Soma (Kashima Antlers)               |  |     |
| MF             | 15 | Hiroaki Morishima (Cerezo Osaka)           |  | 67' |
| MF             | 8  | Tsuyoshi Kitazawa (Verdy Kawasaki)         |  |     |
| MF             | 6  | Motohiro Yamaguchi (Yokohama Flügels)      |  |     |
| MF             | 11 | Kazuyoshi Miura (Verdy Kawasaki)           |  |     |
| FW             | 14 | Masashi Nakayama (Júbilo Iwata)            |  | 46' |
| Substituições: |    |                                            |  |     |
| DF             | 3  | Hiroshige Yanagimoto (Sanfrecce Hiroshima) |  | 80' |
| FW             | 9  | Hisashi Kurosaki (Kashima Antlers)         |  | 67' |
| FW             | 16 | Masahiro Fukuda (Urawa Red Diamonds)       |  | 46' |
| Técnico:       |    |                                            |  |     |
| Shu Kamo       |    |                                            |  |     |

| 8 de Junho de 1995 | Inglaterra                                | 3 – 3 | Suécia                           | Elland Road, Leeds                          |
|                    | Sheringham 44' · Platt 89' · Anderton 90' |       | Mild 11', 37' · K. Andersson 46' | Público: 32,008 Árbitro: SCO Leslie Mottram |

| Inglaterra     |    |                                      |  |     |
|                |    |                                      |  |     |
| GK             | 1  | Tim Flowers (Blackburn Rovers)       |  |     |
| DF             | 2  | Warren Barton (Newcastle United)     |  |     |
| DF             | 21 | Colin Cooper (Nottingham Forest)     |  |     |
| DF             | 12 | Gary Pallister (Manchester United)   |  | 80' |
| DF             | 3  | Graeme Le Saux (Blackburn Rovers)    |  |     |
| MF             | 11 | Darren Anderton (Tottenham Hotspur)  |  |     |
| MF             | 8  | Peter Beardsley (Newcastle United)   |  | 63' |
| MF             | 7  | David Platt (Sampdoria) (c)          |  |     |
| MF             | 10 | John Barnes (Liverpool)              |  | 63' |
| FW             | 9  | Alan Shearer (Blackburn Rovers)      |  |     |
| FW             | 22 | Teddy Sheringham (Tottenham Hotspur) |  |     |
| Substituições: |    |                                      |  |     |
| DF             | 5  | John Scales (Liverpool)              |  | 80' |
| GK             | 13 | Ian Walker (Tottenham Hotspur)       |  |     |
| MF             | 17 | Steve McManaman (Liverpool)          |  |     |
| MF             | 18 | Nick Barmby (Tottenham Hotspur)      |  | 63' |
| MF             | 19 | Paul Gascoigne (Lazio)</small        |  | 63' |
| Técnico:       |    |                                      |  |     |
| Terry Venables |    |                                      |  |     |

| Suécia         |    |                                   |  |     |
|                |    |                                   |  |     |
| GK             | 1  | Thomas Ravelli (IFK Göteborg) (c) |  |     |
| DF             | 2  | Gary Sundgren (AIK)               |  |     |
| DF             | 15 | Teddy Lučić (Västra Frölunda)     |  |     |
| DF             | 4  | Joachim Björklund (IFK Göteborg)  |  |     |
| DF             | 14 | Pontus Kåmark (IFK Göteborg)      |  |     |
| MF             | 16 | Niclas Alexandersson (Halmstads)  |  |     |
| MF             | 20 | Magnus Erlingmark (IFK Göteborg)  |  | 88' |
| MF             | 8  | Håkan Mild (Servette)             |  |     |
| MF             | 19 | Niklas Gudmundsson (Halmstads)    |  |     |
| FW             | 17 | Henrik Larsson (Feyenoord)        |  |     |
| FW             | 11 | Kennet Andersson (Caen)           |  | 85' |
| Substitutes:   |    |                                   |  |     |
| DF             | 5  | Roger Ljung (Duisburg)            |  |     |
| DF             | 6  | Jesper Mattsson (Halmstads)       |  |     |
| GK             | 12 | Bengt Andersson (ÖIS)             |  |     |
| MF             | 18 | Ola Andersson (AIK)               |  | 88' |
| FW             | 21 | Dick Lidman (AIK)                 |  | 85' |
| Técnico:       |    |                                   |  |     |
| Tommy Svensson |    |                                   |  |     |

### 3a Rodada
| 10 de Junho de 1995 | Suécia                | 2 – 2 | Japão                    | City Ground, Nottingham                       |
|                     | K. Andersson 53', 68' |       | Fujita 9' · Kurosaki 86' | Público: 5,591 Árbitro: ITA Angelo Armendolia |

| \| Suécia      |    |                                   |  |     |
|                |    |                                   |  |     |
| GK             | 1  | Thomas Ravelli (IFK Göteborg) (c) |  |     |
| DF             | 2  | Gary Sundgren (AIK)               |  |     |
| DF             | 15 | Teddy Lučić (Västra Frölunda)     |  |     |
| DF             | 4  | Joachim Björklund (IFK Göteborg)  |  |     |
| DF             | 14 | Pontus Kåmark (IFK Göteborg)      |  |     |
| MF             | 16 | Niclas Alexandersson (Halmstads)  |  |     |
| MF             | 7  | Peter Wibrån (Öster)              |  |     |
| MF             | 18 | Ola Andersson (AIK)               |  |     |
| MF             | 19 | Niklas Gudmundsson (Halmstads)    |  | 73' |
| FW             | 11 | Kennet Andersson (Caen)           |  |     |
| FW             | 17 | Henrik Larsson (Feyenoord)        |  |     |
| Substituições: |    |                                   |  |     |
| DF             | 6  | Jesper Mattsson (Halmstads)       |  |     |
| GK             | 12 | Bengt Andersson (ÖIS)             |  |     |
| DF             | 13 | Mikael Nilsson (IFK Göteborg)     |  | 73' |
| MF             | 20 | Magnus Erlingmark (IFK Göteborg)  |  |     |
| FW             | 21 | Dick Lidman (AIK)                 |  |     |
| Técnico:       |    |                                   |  |     |
| Tommy Svensson |    |                                   |  |     |

| Japão          |    |                                            |  |     |
|                |    |                                            |  |     |
| GK             | 22 | Kenichi Shimokawa (JEF United Ichihara)    |  |     |
| DF             | 2  | Akira Narahashi (Bellmare Hiratsuka)       |  | 85' |
| DF             | 4  | Masami Ihara (Yokohama Marinos)            |  |     |
| DF             | 5  | Tetsuji Hashiratani (Verdy Kawasaki) (c)   |  |     |
| DF             | 17 | Norio Omura (Yokohama Marinos)             |  |     |
| MF             | 18 | Toshiya Fujita (Júbilo Iwata)              |  | 71' |
| MF             | 6  | Motohiro Yamaguchi (Yokohama Flügels)      |  |     |
| MF             | 8  | Tsuyoshi Kitazawa (Verdy Kawasaki)         |  | 81' |
| MF             | 20 | Naoki Soma (Kashima Antlers)               |  |     |
| FW             | 11 | Kazuyoshi Miura (Verdy Kawasaki)           |  |     |
| FW             | 9  | Hisashi Kurosaki (Kashima Antlers)         |  |     |
| Substituições: |    |                                            |  |     |
| GK             | 1  | Nobuyuki Kojima (Bellmare Hiratsuka)       |  |     |
| DF             | 3  | Hiroshige Yanagimoto (Sanfrecce Hiroshima) |  | 85' |
| MF             | 7  | Hajime Moriyasu (Sanfrecce Hiroshima)      |  | 71' |
| FW             | 15 | Hiroaki Morishima (Cerezo Osaka)           |  |     |
| FW             | 16 | Masahiro Fukuda (Urawa Red Diamonds)       |  | 81' |
| Técnico:       |    |                                            |  |     |
| Shu Kamo       |    |                                            |  |     |

| 11 de Junho de 1995 | Inglaterra  | 1 – 3 | Brasil                                           | Wembley, Londres                                |
|                     | Le Saux 38' |       | Juninho Paulista 54' · Ronaldo 61' · Edmundo 76' | Público: 67,318 Árbitro: ITA Pierluigi Pairetto |

| Inglaterra     |    |                                      |                               |     |
|                |    |                                      |                               |     |
| GK             | 1  | Tim Flowers (Blackburn Rovers)       |                               |     |
| DF             | 21 | Gary Neville (Manchester United)     |                               |     |
| DF             | 5  | John Scales (Liverpool)              |                               | 90' |
| DF             | 21 | Colin Cooper (Nottingham Forest)     | Penalizado com cartão amarelo |     |
| DF             | 14 | Stuart Pearce (Nottingham Forest)    |                               |     |
| MF             | 11 | Darren Anderton (Tottenham Hotspur)  |                               |     |
| MF             | 4  | David Batty (Blackburn Rovers)       | Penalizado com cartão amarelo | 79' |
| MF             | 7  | David Platt (Sampdoria) (c)          |                               |     |
| MF             | 3  | Graeme Le Saux (Blackburn Rovers)    |                               |     |
| FW             | 9  | Alan Shearer (Blackburn Rovers)      |                               | 90' |
| FW             | 22 | Teddy Sheringham (Tottenham Hotspur) |                               |     |
| Substituições: |    |                                      |                               |     |
| DF             | 2  | Warren Barton (Newcastle United)     |                               | 90' |
| FW             | 6  | Stan Collymore (Nottingham Forest)   |                               | 90' |
| GK             | 13 | Ian Walker (Tottenham Hotspur)       |                               |     |
| MF             | 16 | Jamie Redknapp (Liverpool)           |                               |     |
| MF             | 19 | Paul Gascoigne (Lazio)               |                               | 79' |
| Técnico:       |    |                                      |                               |     |
| Terry Venables |    |                                      |                               |     |

| Brasil         |    |                                  |                               |     |
|                |    |                                  |                               |     |
| GK             | 1  | Zetti (São Paulo)                |                               |     |
| DF             | 2  | Jorginho (FC Bayern München)     |                               |     |
| DF             | 3  | Aldair (Roma)                    |                               | 89' |
| DF             | 15 | Márcio Santos (Fiorentina)       |                               |     |
| DF             | 6  | Roberto Carlos (Palmeiras)       | Penalizado com cartão amarelo |     |
| MF             | 8  | Dunga (VfB Stuttgart)(c)         |                               |     |
| MF             | 5  | César Sampaio (Yokohama Flügels) |                               |     |
| MF             | 11 | Zinho (Yokohama Flügels)         |                               |     |
| FW             | 10 | Juninho Paulista (São Paulo)     |                               | 84' |
| FW             | 7  | Edmundo (Flamengo)               | Penalizado com cartão amarelo |     |
| FW             | 9  | Ronaldo (PSV Eindhoven)          |                               | 76' |
| Substituições: |    |                                  |                               |     |
| DF             | 4  | Ronaldão (Shimizu S-Pulse)       |                               | 89' |
| DF             | 12 | Cafu (Real Zaragoza)             |                               |     |
| GK             | 13 | Gilmar Rinaldi (Cerezo Osaka)    |                               |     |
| MF             | 19 | Leonardo (Kashima Antlers)       |                               | 84' |
| FW             | 21 | Giovanni (Santos)                |                               | 76' |
| Técnico:       |    |                                  |                               |     |
| Zagallo        |    |                                  |                               |     |

## Classificação final
| Seleção    | J | V | E | D | GM | GS | +/- | Pts |
| ---------- | - | - | - | - | -- | -- | --- | --- |
| Brasil     | 3 | 3 | 0 | 0 | 7  | 1  | +6  | 9   |
| Inglaterra | 3 | 1 | 1 | 1 | 6  | 7  | -1  | 4   |
| Suécia     | 3 | 0 | 2 | 1 | 5  | 6  | -1  | 2   |
| Japão      | 3 | 0 | 1 | 2 | 3  | 7  | -4  | 1   |

| Campeão da Copa Umbro: Brasil |

## Marcadores
| 3 gols - Kennet Andersson 2 gols - Edmundo - Zinho - Darren Anderton - David Platt - Håkan Mild | 1 gol - Juninho Paulista - Roberto Carlos - Ronaldo - Graeme Le Saux - Teddy Sheringham - Hisashi Kurosaki - Masami Ihara - Toshiya Fujita |